# Montemezzo
Montemezzo (Muntemezz in dialetto comasco, AFI: /muŋteˈmɛts/) è un comune italiano di 202 abitanti della provincia di Como in Lombardia; ha fatto parte della Comunità montana dell'Alto Lario Occidentale, e in seguito della Comunità montana Valli del Lario e del Ceresio.

## Storia
Il ritrovamento, all'inizio del XX secolo, di alcuni massi scavati da coppelle lasciano supporre una presenza umana sul territorio già in epoca preistorica.
Negli annessi agli Statuti di Como del 1335 Montemezzo viene citato con la dicitura "comune de Medio montis Surici", località appartenente alla Pieve di Olonio e incaricata della manutenzione del tratto di via Regina compreso tra un "predicto tramitte" e un certo "puteum de Mirigio".
In seguito allo spostamento della sede plebana da Olonio a Sorico del 1456, Montemezzo seguì in un primo momento le sole sorti della pieve suricense. Quando poi questa fu unita a quelle di Gravedona e di Dongo per formare le Tre Pievi superiori del lago, la storia di Montemezzo seguì di pari passo quella della nuova unione, dapprima concessa in feudo a Lucrezia Crivelli (1497), poi al Medeghino (1545) e infine alla famiglia Gallio (dal 1580 fin'oltre la metà del XVIII secolo).
Un decreto di riorganizzazione amministrativa del Regno d'Italia napoleonico datato 1807 sancì lo spostamento di Montemezzo all'interno del comune di Gera, decisione revocata poi con la Restaurazione.

### Simboli
Lo stemma e il gonfalone del comune sono stati concessi con decreto del presidente della Repubblica del 4 aprile 2007.
Il gonfalone è un drappo di bianco con la bordatura di azzurro.
Le tre montagne rievocano il nome del paese.

## Monumenti e luoghi d'interesse

### Architetture religiose

#### Chiesa di San Martino

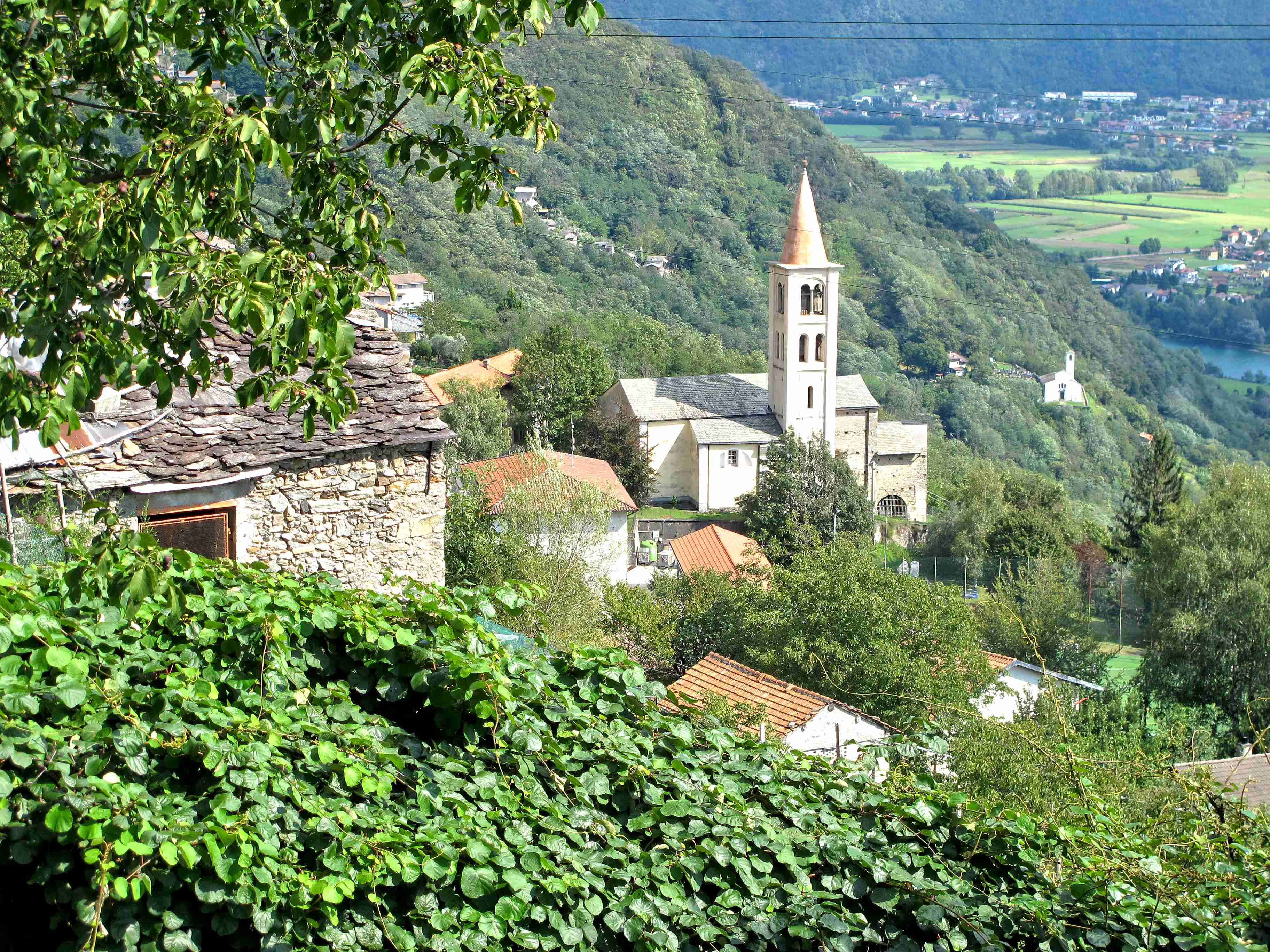
Chiesa di S. Martino di Tours

Eretta nella prima metà del Quattrocento, la chiesa di San Martino di Tours è attestata come sede di una parrocchia a partire dal 1480. La separazione dalla plebana di Sorico fu confermata attorno alla metà del XVI secolo. La chiesa fu oggetto di interventi nel 1595, anno di erezione del campanile.
Molti degli elementi della chiesa o in essi conservati - tra cui le due cappelle affacciate sulla singola navata, l'altare di sinistra e molti paramenti - furono donati dagli emigrati che dal XV al XIX secolo si trasferirono ad Ancona e in Sicilia. La costruzione delle due cappelle, realizzate nel 1611 e nel 1628, richiesero la demolizione dei muri laterali della struttura originaria e il sezionamento di un affresco esterno, raffigurante San Cristoforo.
Esternamente la chiesa si presenta con una facciata a capanna in arenaria, introdotta da un protiro e nella quale si apre un portale rinascimentale.
All'interno, un arco a tutto sesto sovrasta il presbiterio. L'area dell'abside ospita una Crocifissione, un Giudizio universale gli Evangelisti e i quattro principali Dottori della Chiesa. A lungo attribuiti ad Aurelio Luini per errore, gli affreschi risalgono invece al primo Cinquecento. Gli affreschi del presbiterio furono oggetto di un restauro piuttosto invasivo, operato nel 1872 da Luigi Tagliaferri.
Di Giovanni Mauro della Rovere sono invece gli affreschi didattici Lotta della Fede contro l'eresia (1611) e Festa del Rosario con la Madonna, il Bambino e San Domenico, realizzati in periodo di Controriforma nella cappella del Rosario, la quale ospita anche gli affreschi di una Madonna Incoronata e di alcuni angeli festanti.
Uno degli affreschi ospitati nella chiesa di San Martino raffigura inoltre l'episodio dell'attentato a Carlo Borromeo da parte del frate umiliato Gerolamo Donati. Al Borromeo è dedicato l'altra cappella della chiesa, affrescata nel 1628 da Cristoforo Caresana, artista d'ispirazione morazzoniana.

#### Chiesa di San Lorenzo
La località di Montalto ospita l'oratorio di San Lorenzo (1900-1901), collocato in posizione panoramica sull'alto Lario. L'edificio nacque probabilmente come ex voto.

### Architetture civili
- La località Dalco ospitò l'omonimo rifugio.[23]

## Società

### Evoluzione demografica

#### Demografia pre-unitaria
- 1751: 195 abitanti[5]
- 1771: 263 abitanti[24]
- 1805: 309 abitanti[6]
- 1809: 291 abitanti (prima dell'aggregazione a Gera)[6]
- 1853: 395 abitanti[7]

#### Demografia post-unitaria
Abitanti censiti

### Annotazioni
1. ↑  Per il dialetto comasco, si utilizza l'ortografia ticinese, introdotta a partire dal 1969 dall'associazione culturale Famiglia Comasca nei vocabolari, nei documenti e nella produzione letteraria.

### Fonti
1. 1 2   Bilancio demografico mensile anno 2025 (dati provvisori), su demo.istat.it, ISTAT.
2. ↑   Classificazione sismica (XLS), su rischi.protezionecivile.gov.it.
3. ↑   Tabella dei gradi/giorno dei Comuni italiani raggruppati per Regione e Provincia (PDF), in Legge 26 agosto 1993, n. 412, allegato A, Agenzia nazionale per le nuove tecnologie, l'energia e lo sviluppo economico sostenibile, 1º marzo 2011,  p. 151. URL consultato il 25 aprile 2012 (archiviato dall'url originale il 1º gennaio 2017).
4. 1 2 3 4 5 6 7 8 9  Borghese, p. 316.
5. 1 2 3   Comune di Montemezzo, sec. XIV - 1757 – Istituzioni storiche – Lombardia Beni Culturali, su lombardiabeniculturali.it. URL consultato il 9 maggio 2020.
6. 1 2 3   Comune di Montemezzo, 1798 - 1809 – Istituzioni storiche – Lombardia Beni Culturali, su lombardiabeniculturali.it. URL consultato il 9 maggio 2020.
7. 1 2   Comune di Montemezzo, 1816 - 1859 – Istituzioni storiche – Lombardia Beni Culturali, su lombardiabeniculturali.it. URL consultato il 9 maggio 2020.
8. ↑   Montemezzo (Como) D.P.R. 04.04.2007 concessione di stemma e gonfalone, su presidenza.governo.it. URL consultato il 10 agosto 2022.
9. ↑   Montemezzo, su Stemmi dei Comuni della Provincia di Como.
10. 1 2 3 4   Chiesa di San Martino - North Lake Como, su northlakecomo.net. URL consultato il 9 maggio 2020.
11. 1 2 3 4 5 6 7   Parrocchia di San Martino, 1480 - 1986 – Istituzioni storiche – Lombardia Beni Culturali, su lombardiabeniculturali.it. URL consultato il 9 maggio 2020.
12. 1 2 3 4  Zastrow, p. 72.
13. ↑   Chiesa di S. Martino - complesso, Via Chiesa - Montemezzo (CO) – Architetture – Lombardia Beni Culturali, su lombardiabeniculturali.it. URL consultato il 9 maggio 2020.
14. ↑  Tenchio, p. 27.
15. ↑   Montemezzo: cosa vedere, su paesionline.it. URL consultato il 9 maggio 2020.
16. 1 2  TCI, Guida d'Italia [...], p. 334.
17. ↑  Tenchio, pp. 27-31.
18. ↑  Tenchio, pp. 32-34.
19. ↑  Tenchio, pp. 35-37.
20. ↑   Paola Tenchio, L'opera del Fiammenghino: nelle Tre Pievi altolariane, Arti Grafiche Sampietro sas, 2000, ISBN 978-88-87672-02-2. URL consultato il 17 marzo 2022.
21. ↑  Bartolini, p. 78.
22. ↑   Chiesa di S. Lorenzo, Via Montalto - Montemezzo (CO) – Architetture – Lombardia Beni Culturali, su lombardiabeniculturali.it. URL consultato il 9 maggio 2020.
23. ↑   Rifugio Dalco, su Rifugi di Lombardia. URL consultato il 9 maggio 2020.
24. ↑   Comune di Montemezzo, 1757 - 1797 – Istituzioni storiche – Lombardia Beni Culturali, su lombardiabeniculturali.it. URL consultato il 9 maggio 2020.
25. ↑  Statistiche I.Stat ISTAT  URL consultato in data 28-12-2012.
Nota bene: il dato del 2021 si riferisce al dato del censimento permanente al 31 dicembre di quell'anno. Fonte:  Popolazione residente per territorio - serie storica, su esploradati.censimentopopolazione.istat.it.